# Écriture épi-olmèque

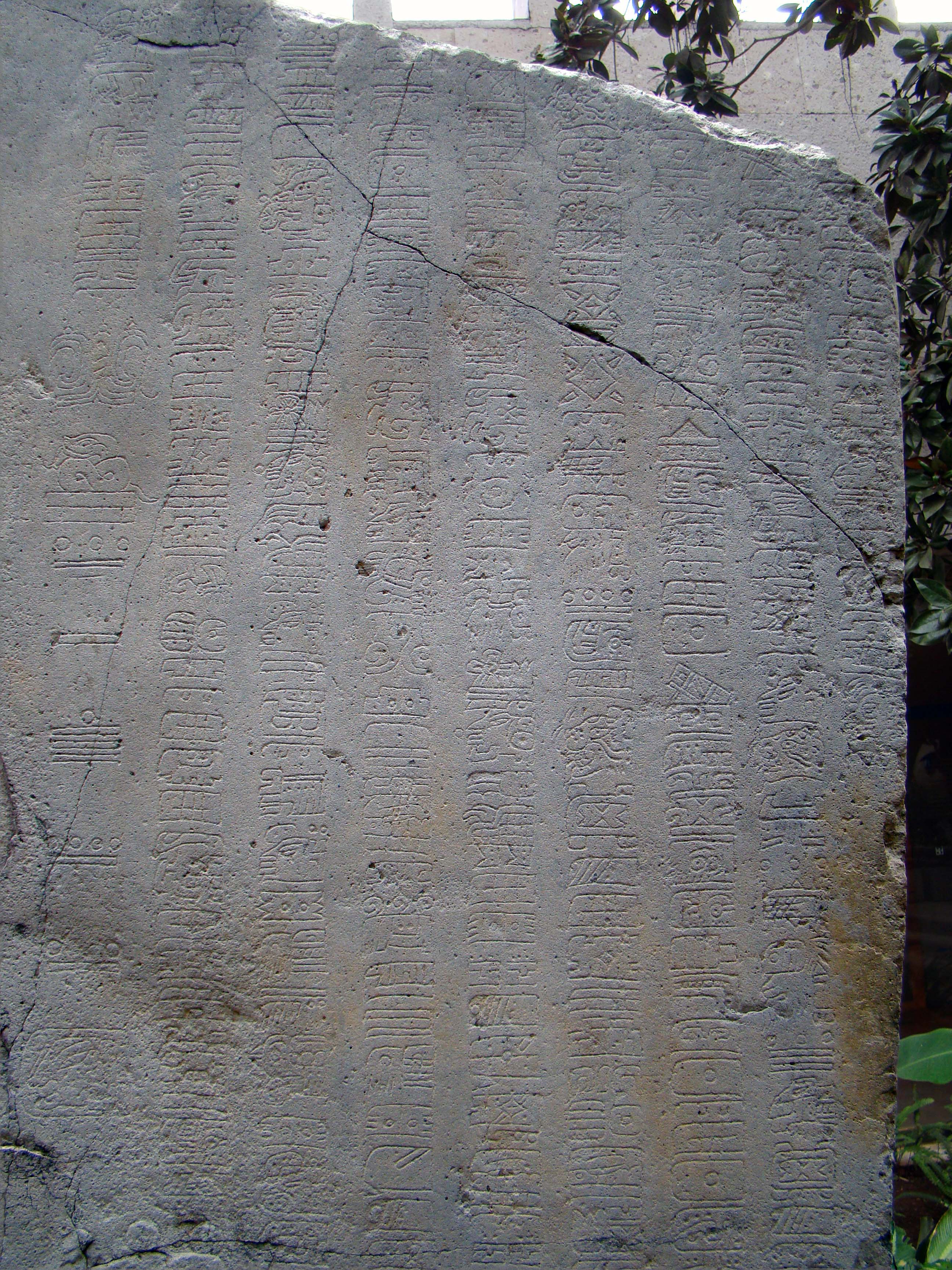
Détail de la stèle 1 de La Mojarra avec colonnes de glyphes. Les colonnes de droite sont des glyphes isthmiques. La colonne de gauche représente une date dans le Compte long, daté du 8.5.16.9.9, soit 156 de notre ère.

Écriture isthmique
L'écriture épi-olmèque, ou écriture isthmique, est un système d'écriture mésoaméricain en usage dans la région de l'isthme de Tehuantepec entre environ −500 et +500 (il y a toutefois des désaccords au sujet de ces dates). Elle est parvenue jusqu’à nous grâce aux inscriptions gravées dans des sculptures en pierre. Sa structure est similaire à celle des langues mayas et elle utilise aussi un ensemble de caractères pour représenter les logogrammes (ou unités de mots) et un second ensemble pour représenter les syllabes. Elle n'est pas encore déchiffrée et la langue sous-jacente n'a pas pu non plus être déterminée de manière fiable.

## Textes trouvés
Les quatre textes les plus importants de l'écriture isthmique sont :
- La stèle no 1 de La Mojarra
- La statuette de Tuxtla
- La stèle C de Tres Zapotes
- Un masque dans le style de Teotihuacan de provenance inconnue comptant environ 100 caractères, actuellement dans une collection privée.
- Plusieurs stèles très semblables de Cerro de las Mesas, avec une ou deux colonnes contenant un texte court, fortement altéré et une date du calendrier maya Compte long des premiers siècles de notre ère.
- Un fragment de céramique de Chiapa de Corzo contenant peu de caractères.
- La stèle 2 de Chiapa de Corzo portant une date du calendrier maya Compte Long, correspondant au 9 décembre 36 av. J.-C. (calendrier Julien).

## Déchiffrement
Dans un article publié en 1993, John Justeson et Terrence Kaufman proposèrent un déchiffrement partiel du texte Isthmique trouvé sur la Stela de La Mojarra. Selon eux, la langue représentée ferait partie de la famille des langues Mixe-Zoque et pourrait être une descendante directe du proto-Mixe-Zoque avant la séparation de ces langues en deux branches qui ont donné respectivement les langues mixe et zoque actuelles. En 1997, ils publient un deuxième texte sur l'écriture épi-olmèque, dans lequel ils affirment avoir déchiffré une nouvelle partie de la stèle de Mojarra.